# Odontofroggatia gajimaru
Odontofroggatia gajimaru is een vliesvleugelig insect uit de familie Eurytomidae. De wetenschappelijke naam is voor het eerst geldig gepubliceerd in 1934 door Ishii.